# Věstník právních předpisů kraje
Věstník právních předpisů kraje je promulgační list, ve kterém české kraje zveřejňují své právní předpisy a některé další dokumenty. Promulgační list hlavního města Prahy se nazývá Sbírka právních předpisů hlavního města Prahy.
Pro každý z krajů je vydáván samostatný věstník, jehož název je tvořen podle jednotného vzoru daného zákonem o krajích a obsahuje název daného kraje, například Věstník právních předpisů Středočeského kraje. Každý kraj vydává své věstníky v tištěné podobě v částkách číslovaných postupně v rámci kalendářního roku, číslované jsou i zveřejněné právní předpisy, a to podobným způsobem jako ve Sbírce zákonů.
Způsob vydávání a zpřístupňování upravil § 10 zákona č. 129/2000 Sb., o krajích (krajské zřízení). Novelou účinnou od 1. ledna 2003 byla úprava změněna a přesunuta do § 8 odst. 6 až 8 téhož zákona. Podstatnou změnou bylo zejména to, že možnost zveřejňovat věstník způsobem umožňujícím dálkový přístup byla změněna na povinnost.

## Obsah
Zveřejňují se v nich jak obecně závazné vyhlášky, tak nařízení. Tyto právní předpisy pak nabývají své platnosti dnem vyhlášení, což je den rozeslání tištěné částky konkrétního věstníku, který je vždy uveden v záhlaví. Od tohoto dne se pak počítá i 15 dnů, po jejichž uplynutí daný právní předpis nabyde účinnosti, pokud není v naléhavém obecném zájmu stanovena účinnost dřívější (nejdříve ale dnem vyhlášení) nebo pokud není stanovena účinnost pozdější. Dále se ve věstníku uveřejňují rozhodnutí týkající se pozastavení účinnosti právních předpisů kraje a nálezy Ústavního soudu, které se týkají zrušení právních předpisů kraje nebo jejich částí nebo zrušení rozhodnutí o pozastavení jejich účinnosti, počet členů zastupitelstva, který má být volen, veřejnoprávní smlouvy uzavřené obcemi a rozhodnutí ministerstva vnitra ve věcech změn rozsahu výkonu přenesené působnosti obecními úřady obcí s rozšířenou působností.

## Zpřístupnění a zveřejnění
Věstníky musí být ze zákona každému veřejně přístupné, a to na příslušném krajském úřadu (v Praze na Magistrátu hl. m. Prahy), na obecních úřadech obcí v daném kraji (v Praze na úřadech městských částí) i na Ministerstvu vnitra. Krom toho jsou věstníky krajů zveřejňovány i způsobem umožňujícím dálkový přístup, a to na internetu.
Známou chybou zákona je, že nestanoví, komu a na čí náklady přísluší povinnost zveřejňovat věstníky na obecních úřadech a na ministerstvu vnitra, tj. zejména zda náklady na tisk a rozesílání má hradit kraj, který věstník vydává, nebo úřad, u nějž mají být přístupné. Rovněž se objevují pochybnosti o tom, zda formulace, že na úřadě musí být věstník přístupný, musí být vykládána tak, že musí být přístupná tištěná podoba a nestačí zpřístupnění pomocí internetu. Královéhradecký kraj zveřejňuje na svém webu výklad, podle nějž musí tyto úřady na své vlastní náklady odebírat nejméně jeden tištěný výtisk, protože zpřístupnění stejnopisu věstníku není zpřístupněním věstníku. Povinný subjekt autor výkladu vyvozuje z analogie se zveřejňováním Sbírky zákonů, které příslušný zákon upravuje přesněji. Karlovarský kraj naopak informuje, že povinnost obcí odebírat Věstník právních předpisů kraje není nikde stanovena, avšak zároveň připomíná, že povinnost zpřístupnění se vztahuje k tištěné podobě věstníku. Upozorňuje však, že ve věstníku je zveřejňovnáno velké množství uzavřených veřejnoprávních smluv a proto se jeví jako zbytečné, aby obecní úřady odebíraly všechny částky věstníku, a doporučuje, aby si obce objednávaly ty částky, které se jich týkají.